# هرمان اشپرنگل
هرمان اشپرنگل (آلمانی: Hermann Sprengel؛ ۲۹ اوت ۱۸۳۴ – ۱۴ ژانویهٔ ۱۹۰۶) یک شیمی‌دان اهل آلمان بود.